# Centro de idiomas de la Universidad de León
El Centro de Idiomas de la Universidad de León, ubicado en el centro de la ciudad de León, junto al Jardín de San Francisco, en el antiguo edificio de la Escuela de Comercio y al lado de la Escuela Superior y Técnica de Ingenieros de Minas, ofrece la más variada oferta educativa en lo que a la enseñanza de lenguas extranjeras se refiere de la ciudad, y aun de la provincia, por encima de lo ofrecido por las Escuelas Oficiales de Idiomas de la propia ciudad de León, de Ponferrada o de Astorga.[cita requerida]
Al centro acuden no sólo alumnos de las titulaciones oficiales impartidas por la Universidad, sino también miembros del cuerpo de Personal Docente e Investigador (P.D.I.), del Personal de Administración y Servicios (P.A.S.), así como alumnos de la denominada Universidad de la Experiencia o sin vinculación alguna con la institución docente.
En unas instalaciones totalmente renovadas para su actual uso, y en constante mejora (que el centro de idiomas comparte, además, con otros organismos, como la Fundación General de la Universidad de la Universidad de León y de la Empresa (FGULEM)), la Universidad de León ofrece cursos, con una duración de octubre a mayo (y un total de 90 h. lectivas, convalidables en el caso de los alumnos de la Universidad de León por 9 créditos de Libre Elección Curricular), impartidos por profesores cualificados y, en su mayoría, nativos.

## Idiomas
- Inglés, estructurado en un total de seis niveles, según las directrices aprobadas por el Consejo de Europa en lo que a la enseñanza de lenguas extranjeras se refiere (A-1, A-2; B-1, B-2; C-1, C-2), con el objetivo de proporcionar una formación más adecuada y profunda, en este curso se han incorporado nuevos niveles: A-0, para iniciación absoluta; el B-2 se ha desdoblado en B-2 (1) y B-2 (2), y se ha añadido un C-2 Especial, para un nivel superior al tradicional C-2. Además, avanzado ya el curso regular, se suelen poner en marcha grupos reducidos de conversación tutoriados por un profesor nativo.
- Francés, con la estructura regulada por el Consejo de Europa (seis cursos)
- Alemán, también en seis niveles.
- Italiano, con seis niveles.
- Portugués, estructurado en cuatro cursos (Inicial, Intermedio, Avanzado y Superior).
- Ruso, también en cuatro niveles.
- Japonés, de manera similar a los dos anteriores (cuatro niveles)
- Árabe, igualmente, en cuatro cursos.
- Chino, cuya docencia comenzó de manera experimental en febrero de 2005, siendo impartido con regularidad ya en el curso 2005/2006. En la actualidad se imparten solo los niveles Inicial e Intermedio.
- Gallego: novedad en el curso 2007/2008, como respuesta a las demandas de los alumnos del Centro de Idiomas, que reclamaban la docencia de las lenguas cooficiales de España, comenzarán a impartirse en diciembre de 2007 clases de gallego que cuentan con el respaldo de la Junta de Galicia, que ha acreditado a la Universidad de León como centro oficial para la emisión del CELGA, Certificado Lingua Galega. Con un total de 90 h. lectivas, como los otros idiomas, inicialmente se impartirán solo los niveles 1 y 4 (inicial y experto respectivamente).

La enseñanza de estos idiomas se complementa con los Cursos de Español para extranjeros, que se desarrollan a lo largo del año, dirigidos a alumnos de otras Universidades de Europa que disfrutan de una beca Erasmus, o de América, que estudian en la Universidad de León gracias a los acuerdos del denominado Destino Convenio, pero también a alumnos llegados para el estudio específico de la lengua.
Asimismo, a lo largo del curso vienen ofertándose, bajo la forma de Cursos de Extensión Universitaria, pero impartidos en este centro, cursos de Leonés, enseñanza de la que la Universidad de León se complace en haber sido pionera.
Finalmente, y como complemento al desarrollo normal de la actividad del Centro de Idiomas, esta no se detiene durante el verano y a lo largo de los meses de julio y agosto es sede de los veteranos Cursos de verano de Español para extranjeros, que en el año 2006 han cumplido su 50.ª edición con un notable éxito de participacióncita requerida[cita requerida]; de manera simultánea, el Centro de Idiomas acoge cursos de verano intensivos o de especialización en algunas de las lenguas que componen su oferta regular.